# Nicolai Müller
Nicolai Müller (25 de septiembre de 1987) es un exfutbolista alemán que jugaba en la posición de centrocampista.

## Trayectoria
Comenzó su carrera jugando para el TSV Wernfeld, Eintracht Fráncfort y Spielvereinigung Greuther Fürth. En 2006 fue ascendido con el filial del Spielvereinigung Greuther Fürth jugando en la Regionalliga. Solo jugó siete partidos con el segundo equipo. Después de jugar en el equipo de la liga regional en la temporada 2008-09, se trasladó al SV Sandhausen cedido para el resto de la temporada 2008-09. Tras acabar su cesión regresó al Spielvereinigung Greuther Fürth.
En julio de 2011 fichó por el 1. FSV Maguncia 05 hasta verano de 2015.
En 2014 fichó por el Hamburgo S. V. Firmó un contrato de cuatro años. Fue el encargado de anotar el gol que le daba la salvación al Hamburgo S. V. ante el Karlsruher SC en el minuto 115. Fue el máximo goleador del equipo en la temporada 2015-16, que acabó en décima posición. En la temporada 2016-17 consiguió anotar un total de 5 goles en 27 partidos entre 1. Bundesliga y Copa alemana; el club consiguió la 14.ª posición en la última jornada frente al VfL Wolfsburgo. Al comienzo de la temporada 2017-18 se lesionó en el primer partido en casa contra el F. C. Augsburgo al celebrar el gol que les daba la victoria a los dinosaurios. Estuvo apartado de los terrenos de juego durante 7 meses. Tras el descenso del HSV a segunda división, decidió no renovar y acabó contrato en junio de 2018. 
En julio firmó con el Eintracht Fráncfort hasta 2020 con opción de otro año más. Tras media temporada fue cedido al Hannover 96 hasta final de temporada.

## Selección nacional
El 29 de mayo y el 2 de junio de 2013, el entrenador alemán Joachim Löw lo hizo jugar en los dos próximos compromisos de Alemania en Estados Unidos.

## Clubes
| Club                         | País      | Año       |
| ---------------------------- | --------- | --------- |
| SpVgg Greuther Fürth II      | Alemania  | 2006-2007 |
| SpVgg Greuther Fürth         | Alemania  | 2007-2011 |
| SV Sandhausen (cedido)       | Alemania  | 2009      |
| 1. FSV Maguncia 05           | Alemania  | 2011-2014 |
| Hamburgo S. V.               | Alemania  | 2014-2018 |
| Eintracht Fráncfort          | Alemania  | 2018-2019 |
| Hannover 96 (cedido)         | Alemania  | 2019      |
| Western Sydney Wanderers     | Australia | 2019-2021 |
| Central Coast Mariners F. C. | Australia | 2021-2022 |